# A Real Dead One
A Real Dead One é um álbum ao vivo de 1993 da banda inglesa Iron Maiden, lançado em 25 de outubro de 1993, cuja gravação ocorreu entre os anos de 1992 e 1993, durante a turnê do Iron Maiden que atravessou a Europa. O Álbum apresenta canções do início da carreira da banda até o álbum Powerslave (1984), em contrapartida ao álbum A Real Live On, de março de 1993, que traz canções dos álbuns posteriores ao Powerslave (Somewhere in Time, Seventh Son of a Seventh Son, No Prayer for the Dying  e Fear Of The Dark).   
Quando o Iron Maiden relançou todos os seus álbuns anteriores ao X-Factor, A Real Dead One, foi combinado com álbum A Real Live One, formando assim o álbum duplo ao vivo A Real Live Dead One.      
A Capa de A Real Dead One foi feita pelo desenhista Derek Riggs e descreve o Eddie como um disc jockey no inferno.  
"Hallowed Be Thy Name" foi relançada como single ao vivo alcançando a posição nº 50 no The Mainstream Rock Chart.   

## Faixas
Todas as canções escritas por Steve Harris, exceto onde indicado.
| N.º            | Título                                                       | Compositor(es)                | Duração |  |
| 1.             | "The Number of the Beast" (do álbum The Number of the Beast) |                               | 4:55    |  |
| 2.             | "The Trooper" (do álbum Piece of Mind)                       |                               | 3:55    |  |
| 3.             | "Prowler" (do álbum Iron Maiden)                             |                               | 4:16    |  |
| 4.             | "Transylvania" (do álbum Iron Maiden)                        |                               | 4:26    |  |
| 5.             | "Remember Tomorrow" (do álbum Iron Maiden)                   | Paul Di'Anno, Harris          | 5:53    |  |
| 6.             | "Where Eagles Dare" (do álbum Piece of Mind)                 |                               | 4:49    |  |
| 7.             | "Sanctuary" (do álbum Iron Maiden)                           | Di'Anno, Harris, Dave Murray  | 4:53    |  |
| 8.             | "Running Free" (do álbum Iron Maiden)                        | Di'Anno, Harris               | 3:49    |  |
| 9.             | "Run To The Hills" (do álbum The Number of the Beast)        |                               | 3:58    |  |
| 10.            | "2 Minutes to Midnight" (do álbum Powerslave)                | Bruce Dickinson, Adrian Smith | 5:37    |  |
| 11.            | "Iron Maiden" (do álbum Iron Maiden)                         |                               | 5:25    |  |
| 12.            | "Hallowed Be Thy Name" (do álbum The Number of the Beast)    |                               | 7:52    |  |
| Duração total: | Duração total:                                               | Duração total:                | 59:40   |  |

### Conteúdomultimédia(1998)
1. "Fear Of The Dark (enhanced video)"

| Críticas profissionais | Críticas profissionais |
| Avaliações da crítica  | Avaliações da crítica  |
| Fonte                  | Avaliação              |
| ---------------------- | ---------------------- |
| AllMusic               | [ 1 ]                  |

## Formação
- Bruce Dickinson
- Steve Harris
- Dave Murray
- Janick Gers
- Nicko McBrain

## Informações adicionais
- Ilustração da capa: Derek Riggs